# 862
| [ Edytuj tabelę ]          |                                             |
| Król Anglii                | - 860 Ethelbert 866                         |
| Hrabia Aragonii            | - 844 Galindo I Aznárez 867                 |
| Król Asturii               | - 850 Ordoño I 866                          |
| Hrabia Barcelony           | - 858 Humfryd 864                           |
| Cesarz Bizancjum           | - 842 Michał III Metystes 867               |
| Chan Bułgarii              | - 852 Borys I Michał 889                    |
| Cesarz Chin                | - 859 Tang Yizong 873                       |
| Książę Czech               | - 850 Gościwit 870                          |
| Król Franków wschodnich    | - 855 Ludwik II Niemiecki 875               |
| Król Franków zachodnich    | - 843 Karol II Łysy 877                     |
| Cesarz Japonii             | - 858 Seiwa 876                             |
| Kalif                      | - 861 Al-Muntasir 862 - 862 Al-Musta’in 866 |
| Król Khmerów               | - 850 Dżajawarman III 877                   |
| Patriarcha Konstantynopola | - 858 Focjusz I Wielki 867                  |
| Król Mercji                | - 852 Burgred 874                           |
| Król Nawarry               | - 851 García Íñiguez 880                    |
| Król Nortumbrii            | - 848 Osbert 863                            |
| Papież                     | - 858 Mikołaj I 867                         |
| Cesarz rzymski             | - 850 Ludwik II 875                         |
| Książę Saksonii            | - 844 Ludolf 866                            |
| Król Szkocji               | - 858 Donald I 862 - 862 Konstantyn I 877   |
| Doża Wenecji               | - 837 Pietro Tradonico 864                  |
| Książę wielkomorawski      | - 846 Rościsław 870                         |

Rok 862 / DCCCLXII
stulecia: VIII wiek ~
IX wiek ~
X wiek

lata: 852 «
857 «
858 «
859 «
860 «
861 «
862
» 863
» 864
» 865
» 866
» 867
» 872

## Wydarzenia
- 13 grudnia – w Auxerre odbył się ślub księcia Flandrii Baldwina I i Judyty, uprowadzonej wbrew woli ojca, córki króla zachodniofrankijskiego Karola Łysego.
- Cyryl i Metody opuścili Bizancjum, udając się jako misjonarze na Morawy.
- W walkach Franków z Obodrytami uczestniczył Dobomysł, prawdopodobnie ostatni wielki książę obodrycki.
- Opanowanie Nowogrodu przez wareskiego księcia Ruryka.
- Sojusz bułgarsko-frankijski przeciwko Bizancjum.

## Zmarli
- 13 kwietnia - Donald I, król Szkotów i Piktów (ur. ok. 812)

Umarł wincent wiltorrf